# Paul Ryan
Paul Davis Ryan (sinh ngày 29 tháng 1 năm 1970) là một nhà chính trị Hoa Kỳ thuộc Đảng cộng hòa Hoa Kỳ. Ông là dân biểu Hạ viện Hoa Kỳ đang giữ chức Chủ tịch Ủy ban Ngân sách Hạ viện. Ông lớn lên ở Janesville, Wisconsin và tốt nghiệp ngành kinh tế-chính trị tại Đại học Miami. Ông bắt đầu làm việc ở Washington DC với vai trò thực tập sinh, rồi trợ lý cho Bob Kasten, Sam Brownback, và Jack Kemp trước khi tranh cử ở Janesville, Wisconsin. ông trúng cử Hạ viện Hoa Kỳ năm 1998. 
Paul Ryan là người đã đề xuất tư nhân hóa chăm sóc y tế cho những người hiện dưới 55 tuổi, và chuyển Medicaid và Chương trình Trợ giúp Dinh dưỡng Bổ sung (Chương trình tem thực phẩm) vào các block grant cho các tiểu bang. Ryan đã giới thiệu chương trình chi tiêu cho Ủy bang Ngân sách Hạ viện vào tháng 4 năm 2012 và trong một phiên bản cập nhật tháng 3 năm 2012. Ông là người có kế hoạch cắt giảm thuế và điều chỉnh lại Chương trình của chính phủ Mỹ về việc chăm sóc người già trên 65 tuổi (Chương trình Medicare) và các chương trình xã hội khác nhằm khuyến khích đầu tư, kiểm soát chi tiêu công.
Ngày 11 tháng 8 năm 2012, Mitt Romney thông báo chọn Ryan làm bạn tranh cử trong cuộc bầu cử tổng thống năm 2012, vị trí tranh cử Phó Tổng thống. Ông là Chủ tịch Hạ viện Hoa Kỳ từ ngày 29 tháng 10 năm 2015 cho đến ngày 3 tháng 1 năm 2019.